# علي الدبيسي
علي الدبيسي هو ناشط حقوقي سعودي مُقيم في برلين بألمانيا، وهوَ مؤسّس ورئيس المنظمة الأوروبية السعودية لحقوق الإنسان.

## النشاط الحقوقي
بدأَ علي نشاطهُ على المستوى الحقوقي مبكرًا حيثُ ركّز في البداية على قضايا البدون ومن ثمّ انتقلَ إلى باقي القضايا الحقوقيّة. برزَ نشاطُ علي منذ عام 2010 وزادت شهرته وحركته في هذا المجال بعدَ أحداث الربيع العربي حيثُ شاركَ في عدّة تظاهرات سلميّة كانت تُطالب بإصلاحات واسعة في المملكة.
بعدَ مغادرتهِ السعودية؛ كثّف علي من مشاركاتهِ في المجال الحقوقي وصارَ من بينِ أبرز المُعارضين لسياسات الرياض حيثُ عمل بشكلٍ دوري على انتقادها لما يصفهُ «بالانتهاكات التي ترتكبها في حقّ الشعب» كما انتقدَ بعضًا من سياساتها الخارجيّة وبخاصّة في ملفات مثلَ اليمن. فِي عام 2018؛ انتقدَ عليّ موافقة ألمانيا على إرسال أسلحة للسعودية ووصفها «بالجريمة» مؤكدًا بأنه «يجب على الألمان أن يكونوا على قدرِ المسؤولية في اتخاذ قرارات كهذه ستؤدي إلى سقوط ضحايا وحصول المزيد من الجرائم بحق الأبرياء.»
كونه ابنُ مدينة العوامية؛ فالدبيسي دائمَ الحضور في هذا الملف حيثُ يعمل على رصدِ الأوضاع في البلدة الشرقيّة. اتهمَ علي السلطات السعودية باستهداف المدينين في مسقطِ رأسه كما أكّد في عدّة مناسبات بأنها تستخدمُ الأسلحة المستوردة في تدمير المنشآت المدنية كالمباني والعمارات السكنية والمحلات التجارية.

### الاعتقال
اعتُقل علي لأوّل مرة في خريف عام 2011 حينما عثرت الشرطة في سيارته على كتيّبات تتعلقُ بحقوق الإنسان وأُطلق سراحه بعد ثلاثة أيام بعدَ التأكّد من أن المحجوزات لم تكن ذات أهمية من الناحية الجنائية. بحلول سبتمبر من نفس العام؛ اعتُقل علي الدبيسي مُجددًا وذلك بعدما عثرت قوات الأمن هذهِ المرة على «نصوص أدبية مرفوضة» بحوزته. طالَ اعتقاله أربعة أشهر. وفي حديثٍ مع قناة دويتشه فيله قالَ الناشط الحقوقي إنّه تعرض للشتم والإهانة وسوء المعاملة إذ تعرض للضرب والركل وتُرك لساعات واقفًا مربوط العينين بالإضافةِ إلى الحبس الانفرادي لمدة سبعة أسابيع.
في أواخر أيلول/سبتمبر؛ اعتُقل الدبيسي من جديدٍ على خلفية مشاركته في الاحتجاجات المُناهضة للحكومة ثم أُفرج عنهُ لاحقًا. وبحلول آب/أغسطس من عام 2016 أعلنت المحكمة الجزائية المتخصصة في العاصِمة الرياض أنها ستقيم محاكمة غيابية للناشط الحقوقي علي في حال عدم حضوره للمحكمة. في السياق ذاته؛ علّق الدبيسي على الموضوع قائلًا: «لعل الأيام ستحمل توضيحًا! لايوجد أي تُهمٍ ضدي حتى مغادرتي السعودية … ولا أدري مضمون المحاكمة التي جاءت بعد سنوات من خروجي من السعودية!»

### اللجوء
بعدَ تضييق السلطات السعودية الخناق عليهِ؛ غادر الدبيسي رفقةَ عائلته السعودية صوبَ برلين التي طلبَ فيها الحصول على لجوء سياسي في نيسان/أبريل من عام 2013.
يُقيم علي حاليًا في العاصمة الألمانيّة والتي أسّسَ فيها بعد وصوله بأشهر قليلة المنظمة الأوروبية السعودية لحقوق الإنسان وهي المنظمة التي تعملُ على تعزيز حقوق الإنسان في المملكة فضلًا عن رصدِ الانتهاكات التي تحصل.